# خوسيه شاربونو
خوسيه شاربونو هو لاعب هوكي جليد كندي، ولد في 2 نوفمبر 1966 في فيرم نوف في كندا.

## وصلات خارجية
- خوسيه شاربونو على موقع دوري الهوكي الوطني (الإنجليزية)
- خوسيه شاربونو على موقع قاعة مشاهير الهوكي (لاعب أن.إتش.أل) (الإنجليزية)
- خوسيه شاربونو على موقع EliteProspects.com (الإنجليزية)
- خوسيه شاربونو على موقع Eurohockey.com (الإنجليزية)
- خوسيه شاربونو على موقع HockeyDB.com (الإنجليزية)
- خوسيه شاربونو على موقع Hockey-Reference.com (الإنجليزية)